# Exoneura subbaculifera
Exoneura subbaculifera är en biart som beskrevs av Rayment 1948. Exoneura subbaculifera ingår i släktet Exoneura och familjen långtungebin. Inga underarter finns listade i Catalogue of Life.